# Jacques Balmat

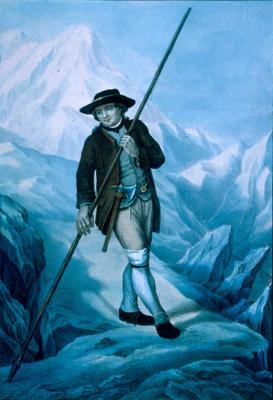
Jacques Balmat pe Mont Blanc cu un alpenstock şi un topor

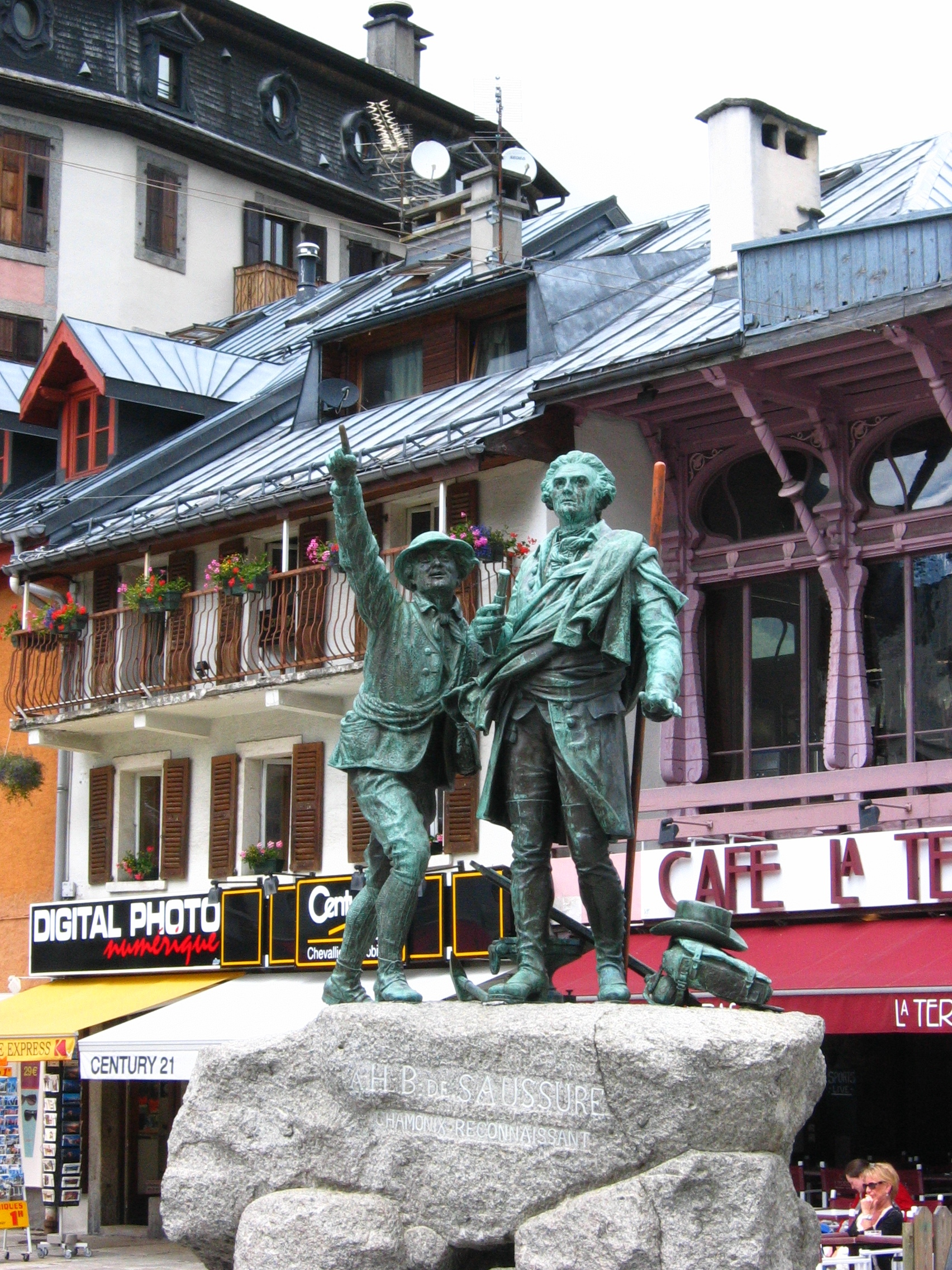
Jacques Balmat (stânga) lângă Horace-Benedict de Saussure, „Părintele alpinismului”, monument ridicat în Chamonix.

Jacques Balmat (n. 19 ianuarie 1762, Chamonix, Auvergne-Rhône-Alpes, Franța – d. septembrie 1834, Grand mont Ruan⁠(d), Cantonul Valais, Elveția) a fost alpinist și călăuză montană în Savoia, născut ca cetățean al Regatului Sardiniei. 

## Biografie
Născut în valea Chamonix, a fost vânător de capre sălbatice și colecționar de cristale. El a efectuat prima ascensiune a vârfului Mont Blanc împreună cu medicul Michel-Gabriel Paccard la 8 august 1786. Pentru această realizare, regele Victor Amadeus al III-lea al Sardiniei i-a acordat titlul onorific le Mont Blanc. 
După ascensiunea reușită, Balmat a primit premiul promis cu 25 de ani în urmă de Horace-Bénédict de Saussure primului om care va urca pe Mont Blanc. La 3 august 1787 a urcat vârful din nou, împreună cu de Saussure și alți 16 oameni.
În timpul războaielor napoleoniene, Savoia a trecut sub control francez, iar Jacques Balmat a devenit membru al consiliului comunei. A efectuat o tentativă nereușită de a introduce oile merinos în valea Chamonix.
Balmat a fost criticat pentru relatarea autobiografică a ascensiunii, publicată ulterior în engleză sub titlul Jacques Balmat or The First Ascent of Mont Blanc: A True Story, în care rolul doctorului Paccard a fost minimalizat. Milner a descris relatarea lui Balmat ca fiind „cețos de romantică și în mare parte fictivă” și a citat patru analiști ai istoriei alpinismului care au găsit erori în versiunea relatată de Balmat.
Shipton l-a descris pe Balmat ca fiind „lăudăros și îngâmfat” și a spus că „are un caracter vanitos și răutăcios. Succesul i s-a urcat la cap și în curând a început să amplifice rolul jucat de el.”
Balmat a murit după ce a căzut de pe o stâncă în timp ce căuta aur în valea Sixt în 1834.